# MacBird!
 (avril 2021).
La mise en forme du texte ne suit pas les recommandations de Wikipédia : il faut le « wikifier ».
Les points d'amélioration suivants sont les cas les plus fréquents :
- Les titres sont pré-formatés par le logiciel. Ils ne sont ni en capitales, ni en gras.
- Le texte ne doit pas être écrit en capitales (les noms de famille non plus), ni en gras, ni en italique, ni en « petit »…
- Le gras n'est utilisé que pour surligner le titre de l'article dans l'introduction, une seule fois.
- L'italique est rarement utilisé : mots en langue étrangère, titres d'œuvres, noms de bateaux, etc.
- Les citations ne sont pas en italique mais en corps de texte normal. Elles sont entourées par des guillemets français : « et ».
- Les listes à puces sont à éviter, des paragraphes rédigés étant largement préférés. Les tableaux sont à réserver à la présentation de données structurées (résultats, etc.).
- Les appels de note de bas de page (petits chiffres en exposant, introduits par l'outil «  Source ») sont à placer entre la fin de phrase et le point final[comme ça].
- Les liens internes (vers d'autres articles de Wikipédia) sont à choisir avec parcimonie. Créez des liens vers des articles approfondissant le sujet. Les termes génériques sans rapport avec le sujet sont à éviter, ainsi que les répétitions de liens vers un même terme.
- Les liens externes sont à placer uniquement dans une section « Liens externes », à la fin de l'article. Ces liens sont à choisir avec parcimonie suivant les règles définies. Si un lien sert de source à l'article, son insertion dans le texte est à faire par les notes de bas de page.
- La présentation des références doit suivre les conventions bibliographiques. Il est recommandé d'utiliser les modèles {{Ouvrage}}, {{Chapitre}}, {{Article}}, {{Lien web}} et/ou {{Bibliographie}}. Le mode d'édition visuel peut mettre en forme automatiquement les références.
- Insérer une infobox (cadre d'informations à droite) n'est pas obligatoire pour parachever la mise en page.

Pour une aide détaillée, merci de consulter Aide:Wikification.
Si vous pensez que ces points ont été résolus, vous pouvez retirer ce bandeau et améliorer la mise en forme d'un autre article.
MacBird! est une pièce satirique de Barbara Garson publiée en 1967. La pièce superpose l'assassinat de John F. Kennedy et l'intrigue de la pièce de Shakespeare Macbeth.

## Intrigue
Dans la pièce, Kennedy devient « John Ken O'Dunc », Lyndon B. Johnson devient « MacBird », Lady Bird Johnson devient « Lady MacBird », etc. Alors que Macbeth assassine Duncan, MacBird assassine Ken O'Dunc. Alors que Macbeth est vaincu par Macduff, MacBird est vaincu par Robert Ken O'Dunc (Robert F. Kennedy). L'intrigue est également influencée par les trois sorcières, représentant des étudiants, des personnes noires et des activistes gauchistes.

Dans une interview du Washington Post de 2006, Garson a déclaré qu'elle n'accusait pas sérieusement Johnson d'être complice de l'assassinat de Kennedy :
Les gens me demandaient : Pensez-vous vraiment que Johnson a tué Kennedy ? Garson, maintenant âgé de 65 ans, se souvient. « Je n'ai jamais pris cela au sérieux. Je disais aux gens : S'il l'a fait, c'est le moindre de ses crimes. Ce n'était pas le sujet de la pièce. L'intrigue était une donnée
La pièce parodie des aspects de tragédies shakespeariennes, notamment Macbeth, Hamlet et Richard III, avec des accents du Texas et de Boston. L'intrigue suit MacBird de la Convention nationale démocrate de 1960, quand il devient le vice-président de John Ken O'Dunc (Salut, vice-président, tu es !), jusqu'à l'assassinat de Ken O'Dunc, à la demande pressante de Lady MacBird. Robert Ken O'Dunc bat ensuite MacBird à la convention de 1968.
Macbird! a commencé comme une courte esquisse satirique de Garson, récemment diplômée du mouvement anti-guerre du Vietnam à l'Université de Californie à Berkeley. Elle a développé la pièce en une pièce de théâtre avec l'aide du scénariste / réalisateur Roy Levine.

## Productions
La pièce, qui a été jouée trois ans seulement après l'assassinat de Kennedy, était controversée. Certains pensent que les autorités ont fait pression sur les théâtres de New York contre la production de la pièce. The Village Gate était le seul théâtre prêt à défier cette pression. Macbird! ouvert là-bas le 22 février 1967, et fermé le 21 janvier 1968, après 386 représentations.
Levine, qui a travaillé avec Garson pour développer l'esquisse en une pièce complète, était le directeur original de Macbird! Sa vision théâtrale audacieuse a marqué la production tout au long de la course, même si, vers la fin des avant-premières, il a été remplacé par Gerald Freedman. La scénographie était de Clarke Dunham, les costumes de Jeanne Button et les lumières de Robert Brand. Joel Zwick était le régisseur.

### Distribution de 1967
- Stacy Keach : MacBird
- Rue McClanahan : Lady MacBird[2]
- Paul Hecht : John Ken O'Dunc
- William Devane : Robert Ken O'Dunc
- John Pleshette : Ted Ken O'Dunc
- John Clark : comte de Warren
- Cleavon Little : sorcière 2
- David Spielberg : Crony

Le casting original a enregistré un album de deux disques du scénario le 6 février 1967. L'album est sorti dans un coffret, avec une copie du script, sur le label Evergreen (Evergreen - EVR 004).
John Clark a quitté la production tôt pour épouser Lynn Redgrave. Cleavon Little a fait ses débuts professionnels dans la pièce. La pièce a eu un long engagement, avec une distribution différente à Los Angeles, où Robert F. Kennedy a été assassiné le 5 juin 1968 alors qu'il se présentait à l'investiture démocrate à la présidentielle. MacBird! a également été produit au Committee Theatre de San Francisco vers 1968.